# Хвощ Олександр Петрович
Хвощ Олександр Петрович (нар. 1 жовтня 1981, м. Стаханов, Луганська область) — український борець греко-римського стилю, бронзовий (2006) та срібний (2007) призер чемпіонату Європи, учасник Олімпійських ігор (2004). Був бронзовим призером на Чемпіонаті світу 2001 року серед юніорів.

## Виступи на Олімпіадах
| Змагання                    | Збірна  | Вагова категорія | Місце |
| --------------------------- | ------- | ---------------- | ----- |
| Літні Олімпійські ігри 2004 | Україна | 60 кг            | 17    |

## Виступи на Чемпіонатах світу
| Змагання                        | Збірна  | Вагова категорія | Місце |
| ------------------------------- | ------- | ---------------- | ----- |
| Чемпіонат світу з боротьби 2002 | Україна | 60 кг            | 4     |
| Чемпіонат світу з боротьби 2003 | Україна | 60 кг            | 9     |
| Чемпіонат світу з боротьби 2006 | Україна | 66 кг            | 5     |
| Чемпіонат світу з боротьби 2007 | Україна | 66 кг            | 7     |

## Виступи на Чемпіонатах Європи
| Змагання                         | Збірна  | Вагова категорія | Місце  |
| -------------------------------- | ------- | ---------------- | ------ |
| Чемпіонат Європи з боротьби 2006 | Україна | 66 кг            | Бронза |
| Чемпіонат Європи з боротьби 2007 | Україна | 66 кг            | Срібло |
| Чемпіонат Європи з боротьби 2011 | Україна | 66 кг            | 11     |

## Виступи на інших змаганнях
| Змагання                                 | Збірна  | Вагова категорія | Місце  |
| ---------------------------------------- | ------- | ---------------- | ------ |
| Гран-прі Німеччини з боротьби 2007       | Україна | 74 кг            | 23     |
| Золотий Гран-прі з боротьби 2010         | Україна | 66 кг            | 8      |
| Кубок Арво Хаавісто 2010                 | Україна | 74 кг            | 16     |
| Міжнародний турнір «Cristo Lutte» 2011   | Україна | 66 кг            | Золото |
| Золотий Гран-прі з боротьби 2013         | Україна | 66 кг            | 7      |
| Меморіал Іона Корнеану 2013              | Україна | 66 кг            | Бронза |
| Золотий Гран-прі з боротьби 2013         | Україна | 66 кг            | 16     |
| Турнір Дана Колова — Николи Петрова 2014 | Україна | 71 кг            | 15     |